# Square du Quai-de-la-Seine
Le square du Quai-de-la-Seine est un square du 19e arrondissement de Paris.

## Situation et accès
Le site est accessible par le 16, quai de la Seine.
Il est desservi par la ligne 7 à la station Riquet.